# Gudrun Wegner
Gudrun Wegner (República Democrática Alemana, 28 de febrero de 1955-Dresde, 16 de enero de 2005) fue una nadadora alemana  especializada en pruebas de estilo libre media y larga distancia, donde consiguió ser medallista de bronce olímpica en 1972 en los 400 metros.

## Carrera deportiva
En los Juegos Olímpicos de Múnich 1972 ganó la medalla de bronce en los 400 metros estilo libre, con un tiempo de 4:23.11 segundos, tras la australiana Shane Gould y la italiana Novella Calligaris.
Y en el Campeonato Mundial de Natación de 1973 celebrado en Belgrado ganó el oro en los 400 metros estilos, y el bronce en los 800 metros estilo libre.